# Аталанта (фільм)
«Атала́нта» (фр. L'Atalante) — кінофільм режисера Жана Віґо, знятий у Франції у 1934 році.
За підсумками опитування кінорежисерів і кінокритиків, що проводиться кожні десять років британським журналом Sight & Sound, картина зайняла десяте місце серед найкращих фільмів усіх часів у 1962 році, а у 1992 році — п'яте.

## Сюжет
Селянська донька Джульєта одружується з моряком Жаном. Відразу ж після церемонії пара сідає на борт шаланди «Аталанти», маршрут якої визначається судноплавною компанією. Екіпаж складається з юнги і старого морського вовка, «татка Жуля» (Мішель Симон), який живе у своєму в кубрику зі своїми кішками, патефоном і горою різноманітних предметів, зібраних з усього світу. Джульєта мріє про Париж і прекрасні вбрання. Після приходу «Аталанти» до міста Джульєта потайки полишає баржу і незабаром опиняється серед безробітних і жебраків. На вулиці у неї відбирають сумочку; а на шаланді, тим часом, усі пригнічені. Жан не може заснути, судноплавна компанія погрожує відібрати ліцензію. Татко Жуль вирушає на пошуки «хазяйки». Він знаходить її в магазині платівок, де вона слухає пісню моряків. Він бере утікачку на плечі і доставляє Жану. Молодята миряться, і «Аталанта» відпливає до нових берегів.

## У ролях
| Актор          |   | Роль       |
| -------------- | - | ---------- |
| Мішель Симон   | • | татко Жуль |
| Діта Парло     | • | Джульєта   |
| Жан Дасте́      | • | Жан        |
| Луї Лефевр     | • | Малюк      |
| Жиль Маргаріті | • | роль       |

## Критика
Емір Кустуріца, що є великим прихильником фільму «Аталанта», процитував «сцену під водою» у своєму фільмі «Андеграунд». Він так говорив про стрічку: «Я вважаю, що цей фільм Жана Виго повністю змінив мої погляди на кіно. Поезія робить кіно. Якщо ви хочете робити кіно, ви маєте бути поетом, якщо ви не поет, фільми будуть просто звичайним віддзеркаленням. П'ятнадцять років тому для мене усе здавалося набагато простіше, сьогодні усе виявилося складніше. Поетові важко вижити у джунглях сучасного кіно. Я як і раніше переконаний, що в „Аталанті“ ви знайдете ідеальний баланс між діалогом і дією».
Фільм не проходить Тест Бекдел, оскільки в ньому лише одна персонажка.

## Прокат
На вимогу дистриб'ютерської фірми «Аталанта» з численними купюрами демонструвалася в прокаті під назвою «Пливе шаланда», взятої з народної пісні. Лише у 1940 році фільм було випущено з назвою та форматом, які хотів використовувати Віґо.